# Váhavec (povídka)
Váhavec (jiným názvem Zlatá střední cesta, anglicky The Chromium Fence), je vědeckofantastická povídka amerického spisovatele Philipa K. Dicka, která vyšla poprvé v červenci 1955 v magazínu Imagination.
Hlavní hrdina příběhu Don Walsh, který netouží po ničem jiném než mít klid, je zničen jen kvůli svému přesvědčení nemíchat se do malicherných politických svárů.

## Postavy
- Don Walsh – protagonista příběhu
- Betty – Walshova žena
- Carl – Walshův švagr, naturalista
- Jimmy – Walshův 15letý syn, purista
- státní psychiatrický robot

## Děj
Děj povídky se odehrává v budoucnosti, kde probíhá politický boj mezi puristy a naturalisty. Puristé, de facto metrosexuálové, prosazují povinnou péči o zevnějšek a důslednou hygienu, naturalisté hlásají právo smrdět potem jako symbol mužství. Hlavní postava příběhu, Don Walsh, se nekloní k žádné straně, tyto sváry mu přijdou triviální a hloupé. Chce jen, aby měl od těchto věcí klid. Vypadá, že je jediný rozumný člověk v okolí.
Předvolební boj nabírá na obrátkách a vyvolává i násilné střety. Volby vyhrají puristé a začínají čistky. Walshův švagr Carl, naturalista, obrátí kabát a předstírá, že je puristou. Prověrková policie podniká v domech razii. U Walshů je Carlův zevnějšek a hygiena shledána v pořádku, zatímco Don neprojde. Policisté ho chtějí odvézt do nápravného zařízení. Don policisty napadne a uteče. Zajde za státním psychiatrickým robotem (obdoba psychiatra a psychologa), který jej má na starost. Svěří se mu, že jeho přesvědčením je nemít žádné vyznání. Robot uzná, že Walsh udělal pokrok a napíše mu potvrzení, že při útoku na policisty nebyl příčetný, které ho má ochránit před případnými problémy. 
Venku na něj čekají policisté. Don roztrhá potvrzení. Nemá už strach. Policajti ho vyhodnotí jako podivína a zabijí jej.

## Česká vydání
Česky vyšla povídka v následujících sbírkách nebo antologiích (k roku 2024):
Pod názvem Váhavec
- Výplata (Baronet, 2004)

Pod názvem Zlatá střední cesta
- Podivný ráj a jiné povídky (Argo, 2011)